# Грязев, Владимир Александрович
Влади́мир Алекса́ндрович Гря́зев (3 сентября 1929 — 27 декабря 1992) — передовик советского сельского хозяйства, звеньевой колхоза «Молот», Шегарского района, Томской области, Герой Социалистического Труда (1948).

## Биография
Родился в селе Гусево (на территории современной Томской области) в русской семье. В 1944 году окончил обучение в школе и трудоустроился в колхоз «Молот» в родном селе. С 1946 года работал звеньевым колхоза.

### Трудовой подвиг
Ярко проявил себя в трудовой деятельности в тяжёлые послевоенные годы, работая звеньевым бригады трактористов-стахановцев хлеборобного колхоза «Рассвет» в селе Гусево Шегарского района. В 1945—1946 годах урожайность зерновых по колхозу составила 25 центнеров, по бригадам Григория Ильича Шубина и Александра Алексеевича Грязева — по 26 центнеров. Звено Николая Петровича Волынкина специализировалось на выращивании озимой ржи сорта «Вятка», получало урожай по 32 центнера с гектара. Звено Владимира Александровича Грязева выращивало пшеницу «Гарнет» и собирало по 30,4 центнера с гектара.
Указом Президиума Верховного Совета СССР от 30 марта 1948 года за получение высоких результатов в сельском хозяйстве и рекордные показатели в уборочную страду Владимиру Александровичу Грязеву было присвоено звание Героя Социалистического Труда с вручением ордена Ленина и медали «Серп и Молот».

### Общественная работа
В последующем В. А. Грязев работал на партийной и советской работе (в том числе работал председателем Кривошеинского райисполкома), руководил трестом «СкотоПром», областной конторой пчеловодства. Его всегда отличали высокая дисциплинированность, принципиальность и ответственность, забота о людях. Владимир Александрович в конце жизни написал увлекательную автобиографическую повесть, запечатлев историю села Гусева для своих потомков.
Был депутатом Томского областного, Шегарского и Кривошеинского районных Советов депутатов.
Проживал в городе Томске. Умер 27 декабря 1992 года.

## Награды
За трудовые успехи была удостоена:
- золотая звезда «Серп и Молот» (30.03.1948)
- орден Ленина (30.03.1948)
- Орден Трудового Красного Знамени (28.06.1949)
- Орден Знак Почёта (08.04.1971)
- другие медали.